# Combinación afín

Combinación afín de dos puntos con.
El conjunto de todas las combinaciones afines (con) es la recta gris que une los dos puntos: la variedad lineal más pequeña que contiene y.
Fijando puntos auxiliares distintos se obtienen las mismas combinaciones afines para todo.

En matemáticas, dado un espacio afín {\displaystyle (\mathbb {A} ,V,\varphi )} sobre un cuerpo {\displaystyle \mathbb {K} }, y un número finito de puntos {\displaystyle p_{1},...,p_{n}\in \mathbb {A} }, una combinación afín de {\displaystyle p_{1},...,p_{n}} es un punto expresado con una combinación lineal
{\displaystyle \sum _{i=1}^{n}{\alpha _{i}\cdot p_{i}}=\alpha _{1}p_{1}+\alpha _{2}p_{2}+\cdots +\alpha _{n}p_{n},}
con {\displaystyle \alpha _{1},...,\alpha _{n}\in \mathbb {K} } tales que 
{\displaystyle \sum _{i=1}^{n}{\alpha _{i}}=1.}
En general, las operaciones producto por escalar y suma no están definidas en el conjunto {\displaystyle \mathbb {A} }, de forma que, fijado un punto auxiliar {\displaystyle {\bar {p}}\in \mathbb {A} ,} la expresión anterior se define como
{\displaystyle \sum _{i=1}^{n}{\alpha _{i}\cdot p_{i}}={\bar {p}}+\sum _{i=1}^{n}{\alpha _{i}{\overrightarrow {({\bar {p}}p_{i})}}}\in \mathbb {A} }.
En esta expresión, las operaciones suma y producto por escalar sí que están definidas, pues se aplican a {\displaystyle {\vec {{\bar {p}}p_{i}}}}, elementos de un espacio vectorial {\displaystyle V}.
La expresión anterior está bien definida porque es independiente del punto auxiliar {\displaystyle {\bar {p}}\in \mathbb {A} } escogido. Es decir, fijado otro punto auxiliar {\displaystyle p'\in \mathbb {A} } arbitrario, la combinación afín obtenida por la anterior definición es la misma:
| {\displaystyle \forall {{\bar {p}},p'}\in \mathbb {A} \quad {\bar {p}}+\sum _{i=1}^{n}{\alpha _{i}{\overrightarrow {({\bar {p}}p_{i})}}}=p'+\sum _{i=1}^{n}{\alpha _{i}{\overrightarrow {(p'p_{i})}}},\quad {\text{si }}\sum _{i=1}^{n}{\alpha _{i}}=1\,} |
| Queremos ver que {\displaystyle {\bar {p}}+\sum _{i=1}^{n}{\alpha _{i}{\overrightarrow {({\bar {p}}p_{i})}}}=p'+\sum _{i=1}^{n}{\alpha _{i}{\overrightarrow {(p'p_{i}}}})\Leftrightarrow {\overrightarrow {{\bar {p}}p'}}=\sum _{i=1}^{n}{\alpha _{i}({\overrightarrow {{\bar {p}}p_{i}}}-{\overrightarrow {p'p_{i}}})}.\,} Veamos que es cierto: {\displaystyle \sum _{i=1}^{n}{\alpha _{i}({\overrightarrow {{\bar {p}}p_{i}}}-{\overrightarrow {p'p_{i}}})}=\sum _{i=1}^{n}{\alpha _{i}({\overrightarrow {{\bar {p}}p_{i}}}+{\overrightarrow {p_{i}p'}})}=\sum _{i=1}^{n}{\alpha _{i}({\overrightarrow {{\bar {p}}p'}})}={\overrightarrow {({\bar {p}}p')}}\sum _{i=1}^{n}{\alpha _{i}}={\overrightarrow {{\bar {p}}p'}}\cdot 1={\overrightarrow {{\bar {p}}p'}}.\,} Por tanto, la definición de combinación afín de puntos no depende del punto auxiliar elegido para calcularla. {\displaystyle \square } |

El concepto de combinación afín es fundamental en geometría euclidiana y geometría afín, porque el conjunto de todas las combinaciones afines de un conjunto de puntos forman la variedad lineal más pequeña que los contiene. Es decir, si consideramos el conjunto de puntos {\displaystyle S:=\left\{{p_{1},...,p_{m}}\right\}\subseteq \mathbb {A} } y denotamos como {\displaystyle \left\langle S\right\rangle } al conjunto de combinaciones afines de {\displaystyle S}, entonces
| {\displaystyle \left\langle S\right\rangle } es la variedad lineal más pequeña que contiene a {\displaystyle S.} |
| Vemos que, claramente, {\displaystyle S\subseteq \left\langle S\right\rangle }, ya que {\displaystyle p_{j}=p_{j}+\sum _{i=1,i\neq j}^{m}{0\cdot {\overrightarrow {p_{j}p_{i}}}}+1\cdot {\overrightarrow {p_{j}p_{j}}}=0\cdot p_{1}+...+1\cdot p_{j}+...+0\cdot p_{m}\in \left\langle S\right\rangle \quad \forall j=1,...,m}. Por tanto, solo queda ver que {\displaystyle \left\langle S\right\rangle } es una variedad lineal y que no solo contiene a {\displaystyle S}, sino que es la más pequeña con esta característica. En primer lugar, veremos que si consideramos una variedad lineal {\displaystyle U} tal que {\displaystyle S\subseteq U}, necesariamente {\displaystyle \left\langle S\right\rangle \subseteq U}. De esto obtenemos que cualquier variedad lineal que contenga a {\displaystyle S} es más grande o igual que {\displaystyle \left\langle S\right\rangle }, y solo quedará comprobar que {\displaystyle \left\langle S\right\rangle } es efectivamente una variedad lineal para poder afirmar el enunciado. Sea, pues, {\displaystyle U} una variedad lineal tal que {\displaystyle S\subseteq U}. En particular, {\displaystyle p_{1}\in U\Rightarrow U=p_{1}+F}, con {\displaystyle F\subseteq V} cierto subespacio vectorial. Tomamos {\displaystyle q\in \left\langle S\right\rangle } arbitrario. Si vemos que necesariamente {\displaystyle q\in U} tendremos la inclusión que buscamos. Por tanto, utilizando la definición anterior y tomando {\displaystyle p_{1}} como punto auxiliar, {\displaystyle q=\sum _{i=1}^{m}a_{i}p_{i}=p_{1}+\sum _{i=1}^{m}a_{i}{\overrightarrow {p_{1}p_{i}}}.} Por otro lado, como {\displaystyle S\subseteq U=p_{1}+F,\quad p_{i}=p_{1}+u_{i}}, con {\displaystyle u_{i}\in F\quad \forall i=1,...,m\Rightarrow {\overrightarrow {p_{1}p_{i}}}=u_{i}\in F}. Como {\displaystyle F} es un subespacio vectorial, entonces {\displaystyle v:=\sum _{i=1}^{m}a_{i}{\overrightarrow {p_{1}p_{i}}}\in F\Rightarrow q=p_{1}+v,} con {\displaystyle v\in F\Rightarrow q\in p_{1}+F=U.} Como esto es cierto para un {\displaystyle q\in \left\langle S\right\rangle } arbitrario, entonces es cierto para todo {\displaystyle q} y tenemos {\displaystyle \left\langle S\right\rangle \subseteq U}, como queríamos ver. Solo queda ver, pues, que {\displaystyle \left\langle S\right\rangle } es, en efecto, una variedad lineal. Lo vemos probando que {\displaystyle \left\langle S\right\rangle =p_{1}+[{\overrightarrow {p_{1}p_{2}}},{\overrightarrow {p_{1}p_{3}}},...,{\overrightarrow {p_{1}p_{m}}}]=:W}, donde {\displaystyle [A]} denota el subespacio generado por el conjunto de vectores {\displaystyle A.} {\displaystyle W} es claramente una variedad lineal porque está construida como un punto más un espacio vectorial. {\displaystyle (\subseteq )} Observamos que {\displaystyle p_{1}\in W}, y, si {\displaystyle i=2,...,m,} entonces {\displaystyle p_{i}=p_{1}+{\overrightarrow {p_{1}p_{i}}}\in W}, porque {\displaystyle {\overrightarrow {p_{1}p_{i}}}\in [{\overrightarrow {p_{1}p_{2}}},...,{\overrightarrow {p_{1}p_{m}}}]}. Así, {\displaystyle S\subseteq W} y, por lo que hemos visto antes, {\displaystyle \left\langle S\right\rangle \subseteq W.} {\displaystyle (\supseteq )} Sea {\displaystyle q\in W} arbitrario. Tenemos que ver que {\displaystyle q\in \left\langle S\right\rangle }. Por definición de {\displaystyle W} y de combinación afín, {\displaystyle q\in W\Rightarrow q=p_{1}+\sum _{i=2}^{m}{c_{i}{\overrightarrow {p_{1}p_{i}}}}=p_{1}+\left(1-\sum _{i=2}^{m}{c_{i}}\right)\cdot {\overrightarrow {p_{1}p_{1}}}+\sum _{i=2}^{m}{c_{i}{\overrightarrow {p_{1}p_{i}}}}=\left(1-\sum _{i=2}^{m}{c_{i}}\right)\cdot p_{1}+\sum _{i=2}^{m}{c_{i}p_{i}}\in \left\langle S\right\rangle .} La segunda igualdad porque {\displaystyle {\overrightarrow {p_{1}p_{1}}}=0} y la última pertenencia por ser una combinación afín de {\displaystyle \left\{p_{1},...,p_{m}\right\}=S.} Por tanto, hemos demostrado que {\displaystyle \left\langle S\right\rangle } es una variedad lineal y que, además, es la más pequeña que contiene a {\displaystyle S.} {\displaystyle \square } |